# Пілбара (кратон)
Кратон Пілбара є старою і стабільною частиною континентальної літосфери, розташованої в регіоні Пілбара в Західній Австралії.
Кратон Пілбара є однією з двох архейських ділянок земної кори, віком 3.8-2.5 мільярд років, виявлених на Землі, разом із кратоном Каапваал у Південній Африці. Вік наймолодших порід становить 1,7 млрд років в історичній зоні, приписаній до кратону. Обидва місця, можливо, колись були частиною суперконтиненту Ваальбара, або континенту Ур.
Використовуються два режими субрегіональної географічної класифікації:
1. Тимчасова біогеографічна регіоналізація Австралії на основі взаємодіючих геоекосистем
2. Базуючись лише на геології, де східна безперервна найстаріша частина називається Східний кратон Пілбара, а більш молода літологія поверхні в межах великого кратону має різні назви.

## Геологія
Найважливіша частина кратону Пілбара для розуміння ранньої земної кори називається Східний кратон Пілбара, де все ще відкрито сьогодні, це породи земної кори віком до 3,8 мільярдів років та інтрузивні гранітні куполи разом із зеленокам’яними поясами, які мають вік приблизно від 3,5 до 3,2 мільярдів років. Геологію було переоцінено в 2007 році з відокремленням від геологічно названого кратону Пілбара товстої послідовності шарів уламкових або хімічних осадових порід і вулканічних порід, що утворюють Фортеск’ю, Басейни Хамерслі та Турі-Крік, вік яких зазвичай становить 2,78–2,42 мільярда років, а також вік молодшого вулкано-осадового басейну Ашбертона — 2,21–1,79 мільярда років тому. Область поверхні між басейнами Фортеск’ю та Хамерслі ще молодший, йому менше 1,7 мільярда років, як і навколишні геоекосистеми поверхневих порід до кратону Пілбара. Важливо відзначити, що на схід і південь від Східного кратону Пілбара є значні відслонення дуже старих порід, і що вони приурочені до традиційної території кратону Пілбара, яка вважається підземною більш ніж на половину його площі .

### Мінералогія
Є великі родовища залізної руди високої якості, а також економічні для видобутку родовищ золота, срібла, міді, нікелю, свинцю, цинку, молібдену, ванадію і флюорита.

## Докази найдавнішого життя

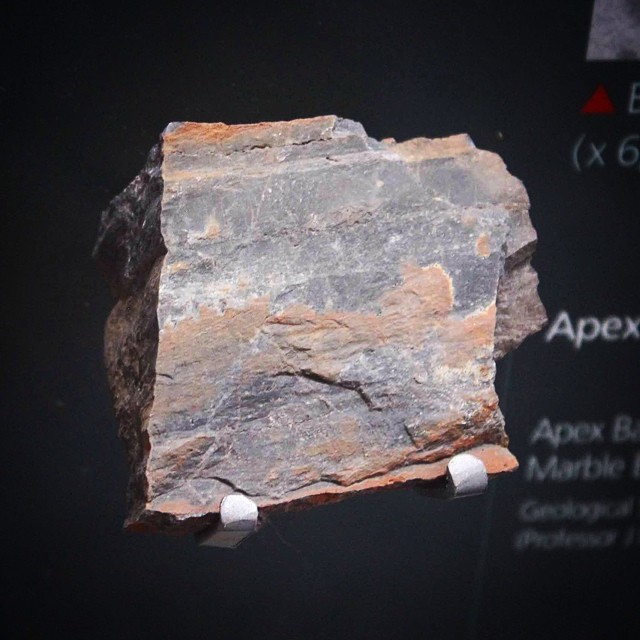
Апекс черт, схоже на кремінь каміння із західної Австралії, яке містить одні з найдавніших відомих скам’янілостей. Мікроскопічні скам'янілості - це одноклітинні бактерії віком 3500 мільйонів років і не містять ядра (прокаріоти).

Докази найдавніше відоме життя на суші могли бути знайдені в гейзеритах віком 3,48 мільярда років та інших пов’язаних родовищах корисних копалин (часто знайдені навколо гарячих джерел і гейзерів знайдені в формації Дрессер на кратоні Пілбара. Біогенні осадові структури (мікробіаліти), такі як строматоліти, були описані з припливних, лагунних і субтідальних прибережних умов, які також можуть бути реконструйовані за стратиграфією Дрессера. Скелі формації Дрессер демонструють докази зміни гематиту, які можли зазнати мікробного впливу. 
Найбільш ранніми прямими доказами життя на Землі можуть бути скам'янілості мікроорганізмів, мінералізованих у австралійських кремнеподібних породах (|черт) віком 3,465 мільярда років. Докази біогенності цих мікроструктур були ретельно обговорені. Спочатку було описано 11 таксонів із родовища, яке, як вважають, було розташоване в гирлі річки через певні характеристики, такі як округлі та сортовані зерна. Масштабне польове картографування та петрогенетичний аналіз з тих пір показали, що передбачувані мікрокопалини є гідротермальними , і це широко підтримується . Отже, було запропоновано багато альтернативних абіотичних пояснень ниткоподібних мікроструктур, включаючи вуглецеві обідки навколо кварцових сфер і ромбів самоорганізовані біоморфи відериту  і заповнені гематитом прожилки. Вуглецеву речовину, що складається з ниток, також неодноразово досліджували за допомогою раманівської спектроскопії, яка дала неоднозначну інтерпретацію результатів і, отже, багато хто вважає її ненадійною для визначення біогенності при окремому використанні. Можливо, найбільш переконливий аргумент на сьогоднішній день базується на електронній мікроскопії з високою просторовою роздільною здатністю, такій як скануюча та просвічуюча електронна мікроскопія.  Це дослідження робить висновок, що нанорозмірна морфологія ниток і розподіл вуглецевої речовини не узгоджуються з біологічним походженням ниток. Натомість більш імовірно, що гідротермальні умови сприяли нагріванню, гідратації та відшарування калієвих слюд, на яких вторинно адсорбувалися барій, залізо та карбонат.
Вуглецеві структури, які, здається, мають біологічне походження, також були виявлені в базальтовій частині гори Ада віком 3,47 мільярда років, шарі гірських порід, який на кілька мільйонів років старший за кремінь Апекс. Однак біогенність цих передбачуваних скам’янілостей також заперечується, оскільки деякі дослідження вважають, що абіотичні процеси є більш імовірною причиною їх утворення. 
Додаткові потенційні біоіндикатори докембрійського періоду були знайдені в цьому регіоні, включаючи вуглецеві мікрофосилії на північному сході кратону Пілбара. 